# Sorghum bicolor

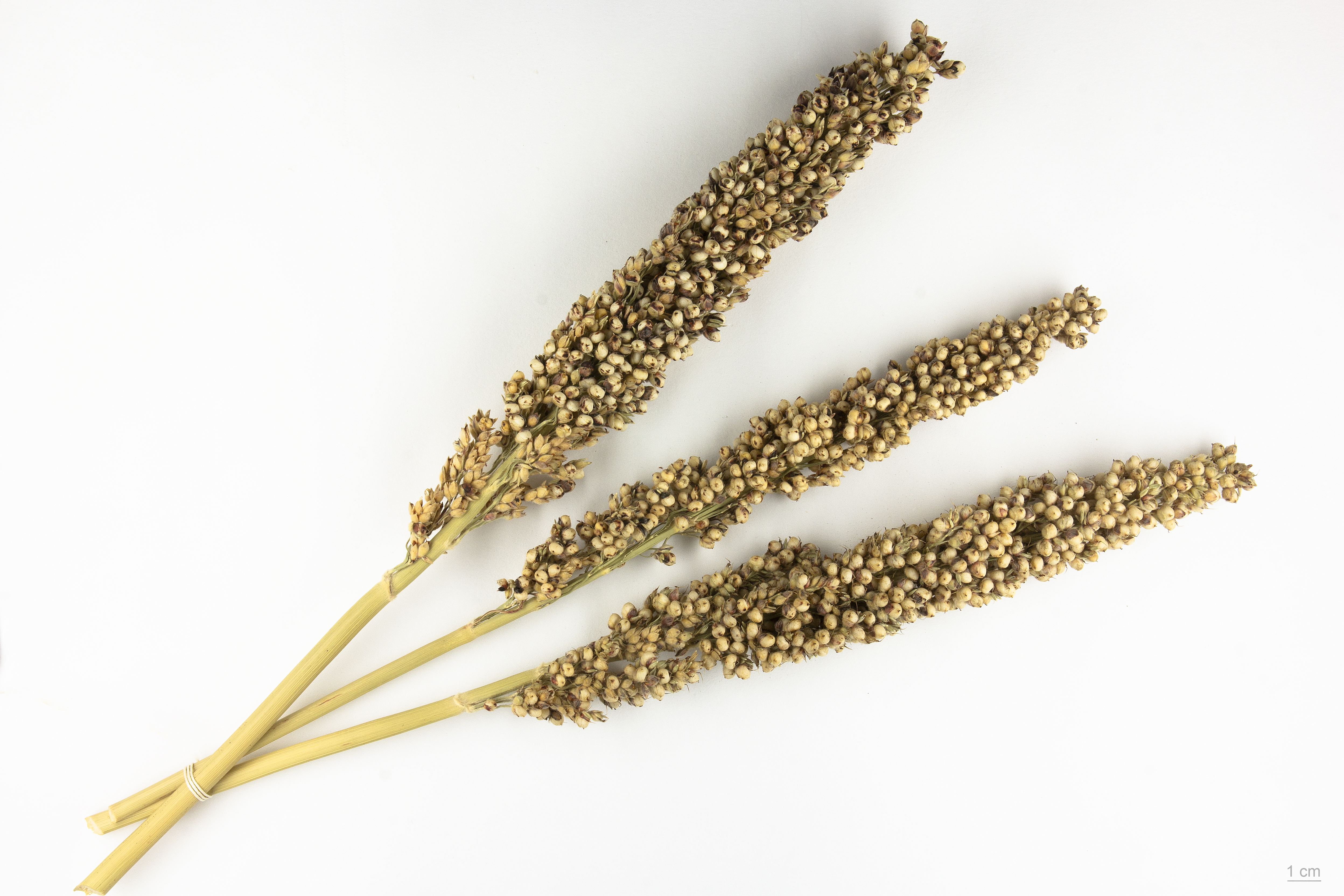
Sorghum bicolor Moderne (MHNT)

El sorgo (Sorghum bicolor), también conocido como adaza, zahina, mijo grande, durra, jowari / jowar, o milo, es una especie de hierba que se cultiva por su grano, que se utiliza para la alimentación humana, la alimentación animal y la producción de etanol. El sorgo es originario de África y actualmente se cultiva ampliamente en regiones tropicales y subtropicales. El sorgo es el quinto cultivo de cereales más importante del mundo después del arroz, el trigo, el maíz y la cebada, con 59.34 millones de toneladas métricas de producción mundial anual en 2018. S. bicolor suele ser anual, pero algunos cultivares son perennes. Crece en macizos que pueden alcanzar más de 4 m de altura. El grano es pequeño, de 2 a 4 mm de diámetro. Los sorgos dulces son cultivares de sorgo que se cultivan principalmente para forraje, producción de jarabe y etanol; son más altos que los que se cultivan para grano.
El Sorghum bicolor es la especie cultivada del sorgo; sus parientes silvestres constituyen el género botánico Sorghum.

## Historia
Los primeros restos arqueológicos de sorgo se encuentran en Nabta Playa en el Alto Nilo, c. 8000 a. C. Sin embargo, estos son sorgo silvestre, con granos pequeños y un raquis quebradizo. Se cree que el sorgo fue domesticado del sorgo salvaje verticilliforme en tal vez 7000-5000 a. C. en el valle del río Níger.
Botánicos lo dividen en cinco variedades:
- durra, desarrollado en la India
- Guinea, una variedad de África Occidental que requiere altas precipitaciones
- caudatum, cultivado por los pueblos nilo-saharianos entre el lago Chad y Etiopía
- kafir, un tipo resistente a la sequía cultivado en el sur de África
- bicolor, el grano más común[8]

El sorgo en los Estados Unidos fue grabado por primera vez por Ben Franklin en 1757.
Richard Pankhurst informa (citando a Augustus B. Wylde) que en la Etiopía del siglo XIX, la durra era "a menudo el primer cultivo sembrado en tierras recién cultivadas", explicando que este cereal no requería el arado minucioso de otros cultivos, y sus raíces no solo se descompusieron en un buen fertilizante, sino que también ayudaron a romper el suelo sin agotar el subsuelo.
En los relatos europeos del siglo XIX, muchos usarían el término "mijo" para referirse tanto al mijo perla como al sorgo. Milho, en portugués, se utilizaba referencias tanto al maíz como al sorgo, y los investigadores sospechan que esto se debe a que su ciclo vegetativo es tan similar. Aunque, cuando el sorgo madura, produce una borla de granos expuestos, que difiere del maíz que produce una cáscara. En las cuentas europeas, es difícil saber si se refieren al maíz, el mijo o el sorgo. Todos estos cultivos se cultivaban en África y se vendían en barcos de esclavos.

## Usos
El sorgo se cultiva en muchas partes del mundo hoy en día. El grano encuentra su uso como alimento humano, y para hacer licor, alimento para animales o etanol de base biológica. El grano de sorgo contiene almidón sin gluten, alto en almidón resistente y compuestos fenólicos más abundantes y diversos en comparación con otros cultivos de cereales importantes

### Uso culinario

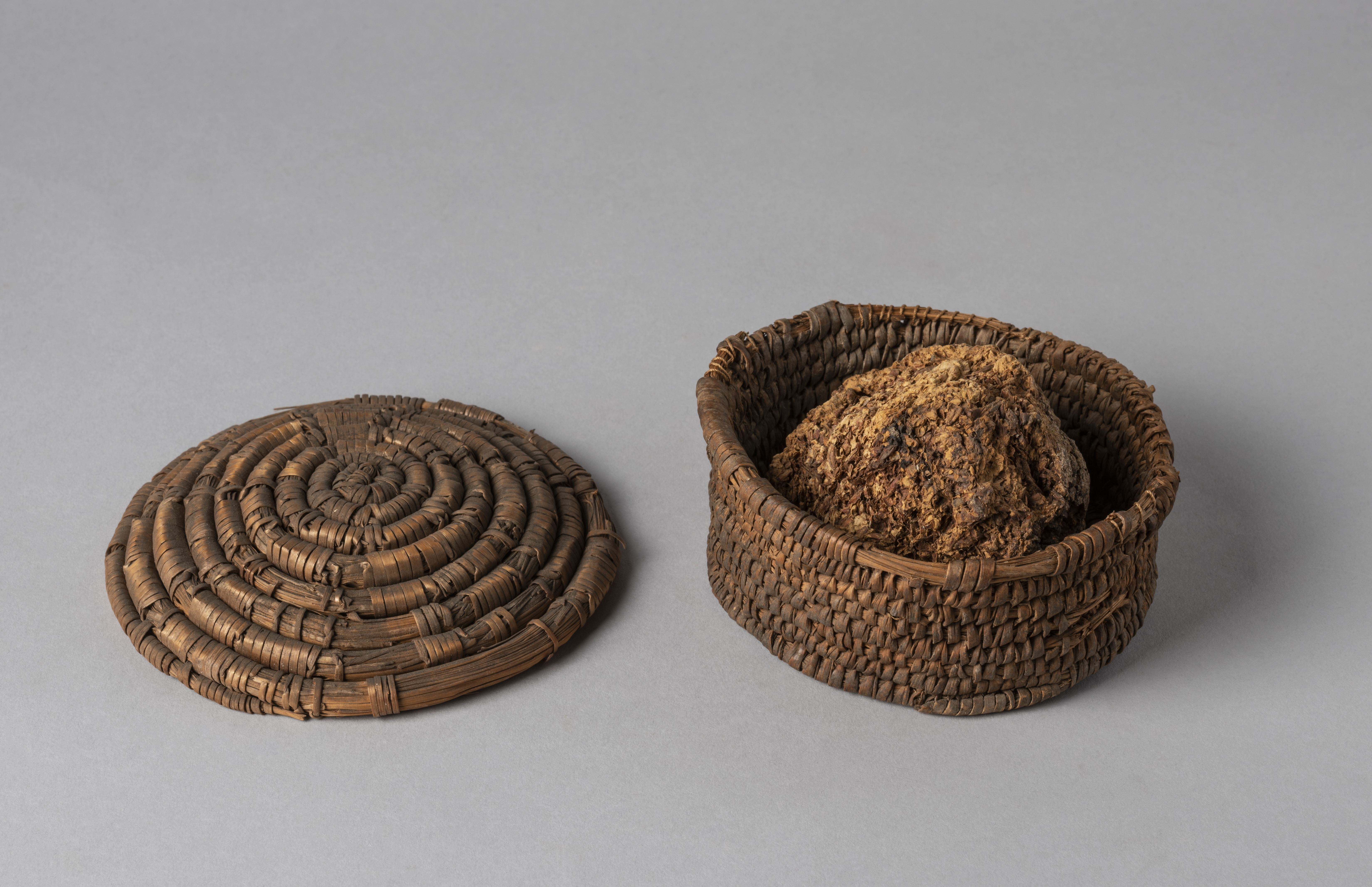
Pedazo de pan de sorgo contenido en una canasta, Egipto predinástico, alrededor del 3100 a.C. Museo Egizio, Turin.

Su notable capacidad de crecer en condiciones adversas, particularmente con una cantidad de agua muy inferior a la que necesitan la mayoría de otros grandes cultivos, de hecho es una fuente «segura» de alimento para humanos, forraje, fibra y combustible en el agroecosistema global. Es especialmente importante en zonas como el noreste de África y las llanuras del sur de los Estados Unidos, donde a menudo llueve demasiado poco para la mayoría de los otros grandes.
En muchas partes de Asia y África, el grano de sorgo se utiliza para hacer panes planos que forman el alimento básico de muchas culturas. Los granos también se pueden hacer estallar de una manera similar a las palomitas de maíz. Las semillas también se pueden expandir como las palomitas del maíz; 100 gramos de semilla de sorgo tienen 1.418 calorías, 11,3 gramos de proteínas y 3,30 gramos de grasa. Típicamente su nivel de proteína es alrededor del 9% y permite la subsistencia de personas en tiempo de hambre.
Como modelo de las poáceas tropicales, es un complemento lógico al arroz desde la perspectiva de la investigación genética. Es un buen representante de las poáceas tropicales porque utiliza la fotosíntesis C4 , que consiste en una serie de especializaciones bioquímicas y morfológicas complejas que mejoran la asimilación del carbono a temperaturas altas. En cambio, el arroz es más representativo de las poáceas templadas y emplea la fotosíntesis C3. Su bajo grado de duplicación cromosómica hace que el Sorghum bicolor sea, al igual que el arroz, un modelo atractivo para la genómica funcional. Es un buen punto intermedio entre el arroz y las principales poáceas tropicales dotadas de genomas mucho más grandes y un mayor grado de duplicación cromosómica, como la caña de azúcar , otro de los cultivos para la producción de biocombustibles más eficientes del mundo , que actualmente es la primera fuente de biocombustibles a escala global.
En la India, donde comúnmente se le llama jwaarie, jowar, jola o jondhalaa, el sorgo es una de las fuentes básicas de nutrición en Rajastán, Punjab, Haryana, Uttar Pradesh y los estados de la meseta de Deccan de Maharashtra, Karnataka y Telangana. A partir de este grano se prepara un pan indio llamado bhakri, jowar roti o jolada rotti.
En Túnez, donde comúnmente se le llama droô, se prepara un plato tradicional de gachas con granos de sorgo molido en polvo, leche y azúcar. El plato es una comida básica para el desayuno que se consume en los meses de invierno.
En Centroamérica, las tortillas a veces se hacen con sorgo. Aunque el maíz es el grano preferido para hacer tortillas, el sorgo es ampliamente utilizado y es bien aceptado en Honduras. El sorgo blanco se prefiere para hacer tortillas.
El jarabe de sorgo dulce se conoce como melaza en algunas partes de los EE. UU., aunque no es verdadera melaza.
En los países del sur de África, el sorgo, junto con la leche, el azúcar y la mantequilla, se utiliza para hacer Maltabella, una variación de las gachas de mijo.
En Corea se cocina con arroz, o con su harina se hace el susu bukkumi.

### Bebida alcohólica
En China, el sorgo se conoce como gaoliang (高粱), y se fermenta y destila para producir una forma de aguardiente claro conocido como baijiu (白酒) de la cual la más famosa es Maotai (o Moutai). En Taiwán, en la isla llamada Kinmen, el sorgo simple se convierte en licor de sorgo. En varios países de África, incluidos Zimbabue, Burundi, Malí, Burkina Faso, Ghana y Nigeria, el sorgo de las variedades roja y blanca se utiliza para hacer cerveza opaca tradicional. El sorgo rojo imparte un color marrón rosado a la cerveza.

### Etanol de base biológica
En Australia, América del Sur y los Estados Unidos, el grano de sorgo se utiliza principalmente para la alimentación del ganado y en un número creciente de plantas de etanol.[En algunos países, los tallos de sorgo dulce se utilizan para producir biocombustible exprimiendo el jugo y luego fermentándolo en etanol.Universidad Texas A&M en los Estados Unidos está realizando ensayos para encontrar las mejores variedades para la producción de etanol a partir de hojas y tallos de sorgo en los Estados Unidos.

### Ganadería
El sorgo se utiliza en la alimentación y el pastoreo del ganado. Sin embargo su uso es limitado, porque el almidón y la proteína del sorgo es más difícil de digerir para los animales que el almidón y la proteína del maíz. Se realizan investigaciones para encontrar un proceso que permita preparar el grano. Un estudio en ganado concluyó que el sorgo en copos era preferible al sorgo seco ya que mejoraba el aumento de peso diario de los animales. En los cerdos, se ha demostrado que el sorgo es un alimento más eficiente que el maíz al ser ambos grandes procesados de la misma manera.
La introducción de variedades mejoradas, junto con una mejora en las prácticas de gestión, ha hecho mejorar la productividad del sorgo. En la India, se cree que la mejora en la productividad ha liberado seis millones de hectáreas de tierra. El Instituto Internacional de Investigaciones de cultivos para los Trópicos semiáridos, en colaboración con otras instituciones, produce variedades mejoradas de cultivos, entre los que se incluye el sorgo. La institución a lo largo de su existencia ha puesto a disposición de los agricultores unas 194 variedades de sorgo.

### Otros usos
También se utiliza para hacer una escoba de maíz tradicional. Los tallos recuperados de la planta de sorgo se utilizan para hacer un material decorativo de molino comercializado como tablero Kirei.

## Producción mundial
| Principales productores de sorgo (2018) (toneladas) | Principales productores de sorgo (2018) (toneladas) |
| --------------------------------------------------- | --------------------------------------------------- |
| Estados Unidos                                      | 9.271.070                                           |
| Nigeria                                             | 6.862.343                                           |
| Sudán                                               | 4.953.000                                           |
| Etiopía                                             | 4.932.408                                           |
| India                                               | 4.800.000                                           |
| México                                              | 4.531.097                                           |
| Brasil                                              | 2.272.939                                           |
| China                                               | 2.192.032                                           |
| Níger                                               | 2.100.190                                           |
| Burkina Faso                                        | 1.929.834                                           |
| Argentina                                           | 1.563.445                                           |
| Mali                                                | 1.469.688                                           |
| Camerún                                             | 1.416.116                                           |
| Australia                                           | 1.257.219                                           |
| Bolivia                                             | 1.023.314                                           |

Fuente: Producción de Sorgo según la FAO (2018)

## Cultivo del sorgo
Los principales productores de S. bicolor en 2011 fueron Nigeria (12,6%), India (11,2%), México (11,2%) y Estados Unidos (10,0%). El sorgo crece en una amplia gama de temperaturas, grandes altitudes y suelos tóxicos, y puede recuperar el crecimiento después de una sequía. Tiene cinco características que lo convierten en uno de los cultivos más resistentes a la sequía:
- Tiene una relación de superficie de raíz a hoja muy grande.
- En épocas de sequía, enrolla sus hojas para disminuir la pérdida de agua por transpiración.
- Si la sequía continúa, entra en letargo en lugar de morir.
- Sus hojas están protegidas por una cutícula cerosa.
- Utiliza la fijación de carbono C4, por lo que utiliza solo un tercio de la cantidad de agua que requieren las plantas C3.

El grano de sorgo no se puede consumir a menos que se elimine la cáscara no digerible. Durante la trata transatlántica de esclavos, "la única forma de quitar la cáscara era a mano, con mortero". Las mujeres esclavizadas hicieron la mayor parte del trabajo en la preparación del sorgo y se les asignó la tarea de limpiar el grano y convertirlo en harina.
Morfología
El sorgo tiene una altura de 1 a 2 metros. Tiene inflorescencias en panojas y semillas de 3 mm, esféricas y oblongas, de color negro, rojizo y amarillento. Tiene un sistema radicular que puede llegar en terrenos permeables a 2 m de profundidad. Las flores tienen estambres y pistilos, pero se han encontrado en Sudán sorgos dioicos.
El sorgo se utiliza para producir grano que sirve para la alimentación del ganado, y también para el forraje y la manufactura de escobas. 
El valor energético del grano de sorgo es un poco inferior al del maíz. Se puede estimar como media 1,08 UF/kg. Comparándolo con el grano de maíz, el de sorgo es generalmente un poco más rico en proteínas, pero más pobre en materia grasa; como las de maíz, son de un valor biológico bastante débil; son particularmente deficitarias en lisina. 
Exigencias del cultivo
Las exigencias en calor del sorgo para grano son más elevadas que las de maíz. Para germinar necesita una temperatura de 12 a 13 °C, por lo que su siembra ha de hacerse de 3 a 4 semanas después del maíz. El crecimiento de la planta no es verdaderamente activo hasta que se sobrepasan los 15 °C, situándose el óptimo hacia los 32 °C. 
Al principio de su desarrollo, el sorgo soporta las bajas temperaturas de forma parecida al maíz, y su sensibilidad en el otoño es también comparable. Los descensos de temperatura en el momento de la floración pueden reducir el rendimiento del grano. Por el contrario, el sorgo resiste mucho mejor que el maíz las altas temperaturas. Si el suelo es suficientemente fresco no se comprueba corrimiento de flores con los fuertes calores. 
El sorgo resiste la sequía más que el maíz. Es capaz de sufrir sequía durante un periodo de tiempo bastante largo, y reemprender su crecimiento más adelante cuando cesa la sequía. Por otra parte, necesita menos cantidad de agua que el maíz para formar un kilogramo de materia seca.
Se desarrolla bien en terrenos alcalinos, sobre todo las variedades azucaradas que exigen la presencia en el suelo de carbonato cálcico, lo que aumenta el contenido en sacarosa de tallos y hojas. Prefiere suelos sanos, profundos, no demasiado pesados. Soporta algo la sal.

## Ecología
La planta es el alimento de las larvas del lepidóptero Charaxes jasius.

## Taxonomía
Sorghum bicolor fue descrita por (L.) Moench y publicado en Methodus Plantas Horti Botanici et Agri Marburgensis : a staminum situ describendi 207. 1794.
Sinonimia
- Sorghum vulgare Pers.
- Andropogon sorghum L. - Brot.[27]
- Holcus bicolor L. basónimo
- Sorghum cernuum (Ard.) Host (1809)
- Sorghum bicolor (L.) Moench (1794)
- Holcus cernuus Ard. (1786)
- Sorghum sudanense (Piper) Stapf (1917)
- Sorghum membranaceum Chiov.
- Holcus durra Forssk.
- Sorghum durra (Forssk.) Stapf (1917)
- Sorghum melanocarpum Huber (1868)
- Sorghum halepense subsp. sativum (Hack.) Trab. (1895)
- Sorghum dochna (Forssk.) Snowden
- Holcus dochna Forssk.
- Sorghum ankolib (Hack.) Stapf
- Sorghum caudatum (Hack.) Stapf
- Sorghum roxburghii Stapf (1917)
- Milium nigricans Ruiz & Pav.
- Sorghum nigricans (Ruíz & Pav.) Snowden
- Sorghum basutorum Snowden (1935)
- Sorghum conspicuum Snowden (1935)
- Sorghum coriaceum Snowden (1935)
- Sorghum dulcicaule Snowden (1935)
- Sorghum exsertum Snowden (1935)
- Sorghum gambicum Snowden (1935)
- Sorghum mellitum Snowden (1935)
- Sorghum notabile Snowden (1935)
- Sorghum rigidum Snowden (1935)
- Sorghum simulans Snowden (1935)[28]

## Investigaciones
Se realizan investigaciones con el objetivo de desarrollar un cruce genético que haga que la planta sea más tolerante a temperaturas más frías y para desentrañar los mecanismos de tolerancia a la sequía, ya que es originaria de climas tropicales. En los Estados Unidos, esto es importante porque el costo del maíz aumenta constantemente debido a su uso en la producción de etanol para agregarlo a la gasolina.
El ensilaje de sorgo se puede utilizar como reemplazo del ensilaje de maíz en la dieta del ganado lechero. Investigaciones han determinado que el sorgo tiene un valor nutricional más alto en comparación con el maíz cuando se alimenta al ganado lechero, y el tipo de procesamiento también es esencial para cosechar la máxima nutrición del grano. La alimentación de sorgo en copos de vapor mostró un aumento en la producción de leche en comparación con el laminado en seco.
Se realizan investigaciones adicionales sobre el sorgo como fuente potencial de alimentos para satisfacer la creciente demanda mundial de alimentos. El sorgo es resistente al estrés relacionado con la sequía y el calor. La diversidad genética entre subespecies de sorgo lo hace más resistente a plagas y patógenos que otras fuentes de alimentos menos diversas. Además, es muy eficiente en la conversión de energía solar en energía química y también en el uso de agua. Todas estas características lo convierten en un candidato prometedor para ayudar a satisfacer la creciente demanda mundial de alimentos. Como tal, muchos grupos en todo el mundo trabajan sobre iniciativas de investigación en torno al sorgo (específicamente Sorghum bicolor): la Universidad de Purdue, Hudson Alpha Institute for Biotechnology, Danforth Plant Science Center, la Universidad de Nebraska, y la Universidad de Queensland, entre otros. La Universidad de Queensland trabaja en el desarrollo de actividades de premejoramiento, que son extremadamente exitosas utilizando parientes silvestres de cultivos como donantes junto con variedades populares como receptores para hacer que el sorgo sea más resistente al estrés biótico.
Otro campo de la investigación del sorgo es como biocombustible. El sorgo dulce tiene un alto contenido de azúcar en su tallo, que puede convertirse en etanol. La biomasa se puede quemar y convertir en carbón vegetal, gas sintético y biocombustible.

## Plagas y parásitos
El sorgo es un huésped de la planta parasitaria Striga hermonthica. Este parásito es una plaga devastadora en el cultivo. El barrenador europeo del maíz (Ostrinia nubilalis) se introdujo en América del Norte mediante el transporte de maíz escoba de sorgo infestado.
Las siguientes especies de plagas se reportan para cultivos de sorgo en el norte de Malí.
- Atherigona soccata (mosca del brote de sorgo, una plaga importante): Las larvas cortan el punto de crecimiento de la hoja de sorgo.
- Agonoscelis pubescens también se reporta como una plaga de sorgo.
- Busseola fusca (barrenador del tallo del maíz; Lepidoptera, Noctuidae) ataca al maíz y al sorgo, y ocurre especialmente a altitudes más altas. Es una plaga común en África Oriental, pero también se ha propagado a África Occidental.
- Chilo partellus (barrenador del tallo manchado; Lepidoptera, Crambidae): introducido, desde África Oriental pero extendiéndose. Las larvas atacan el sorgo y el maíz. Presente en altitudes bajas y medias.
- Contarinia sorghicola (sorghum midge o cecidomyie du sorgho en francés; Diptera, Cecidomyiidae): El adulto se asemeja a los mosquitos. Las larvas se alimentan de ovarios en desarrollo de granos de sorgo.
- Melanaphis sacchari (pulgón de caña de azúcar) ataca el sorgo.

Sitophilus zeamais ( picudo del maíz) y Sitotroga cerealella (polilla del grano de Angumois) atacan el sorgo y el maíz almacenados

## Nombres comunes
- alcandía, maíz de Guinea, mazamorra del Perú, panizo negro, saina.[36]

## Galería

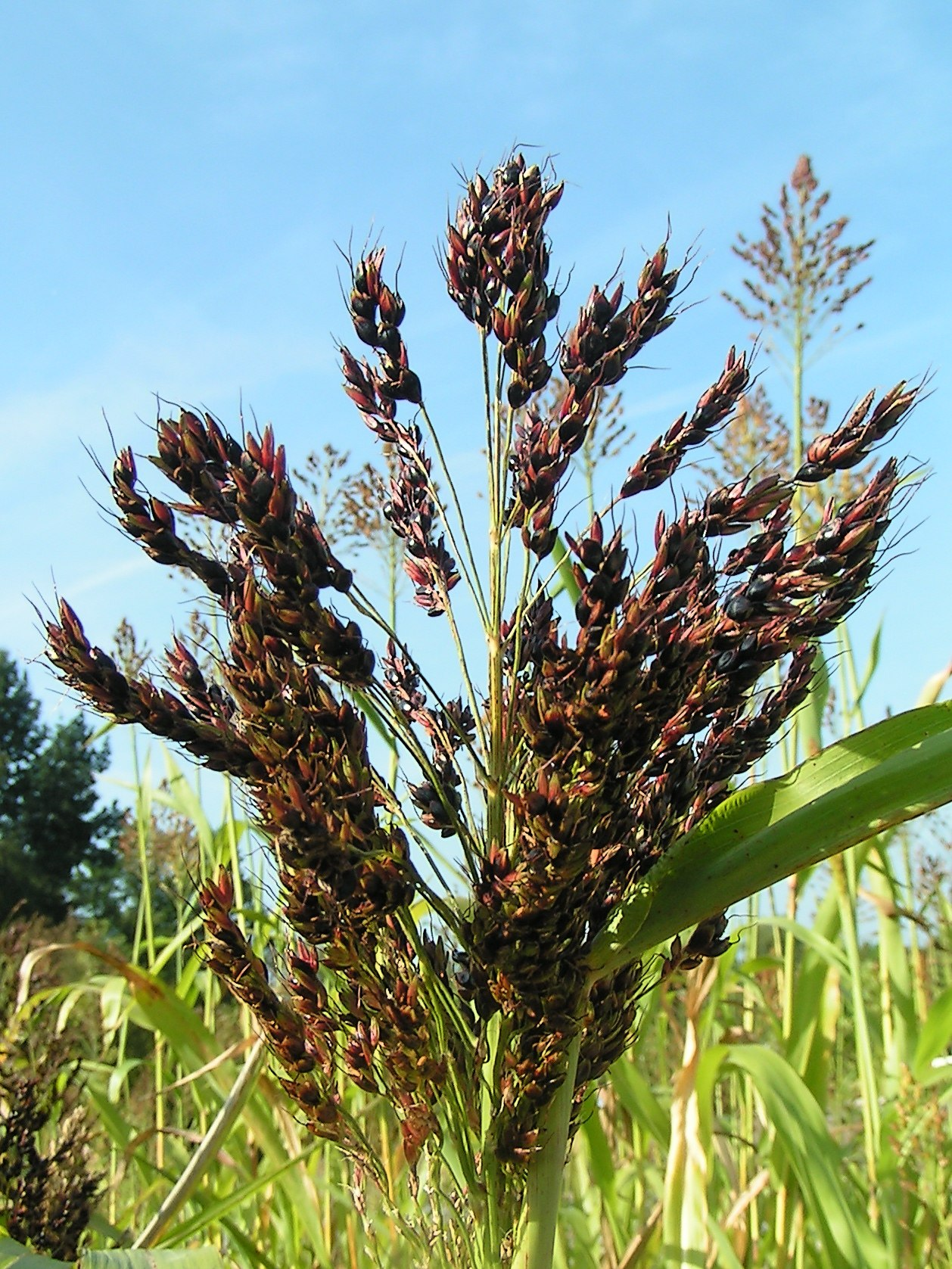
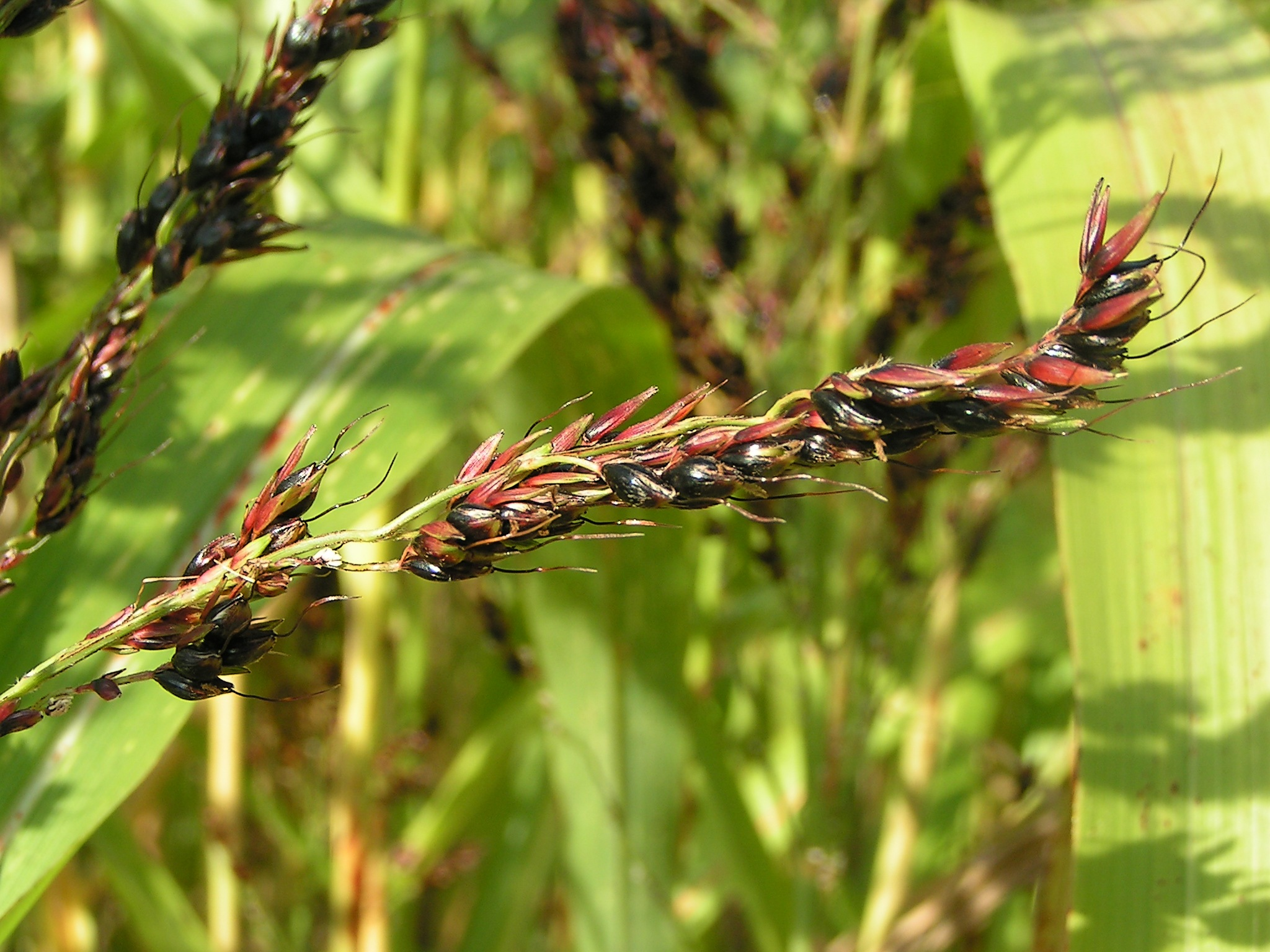
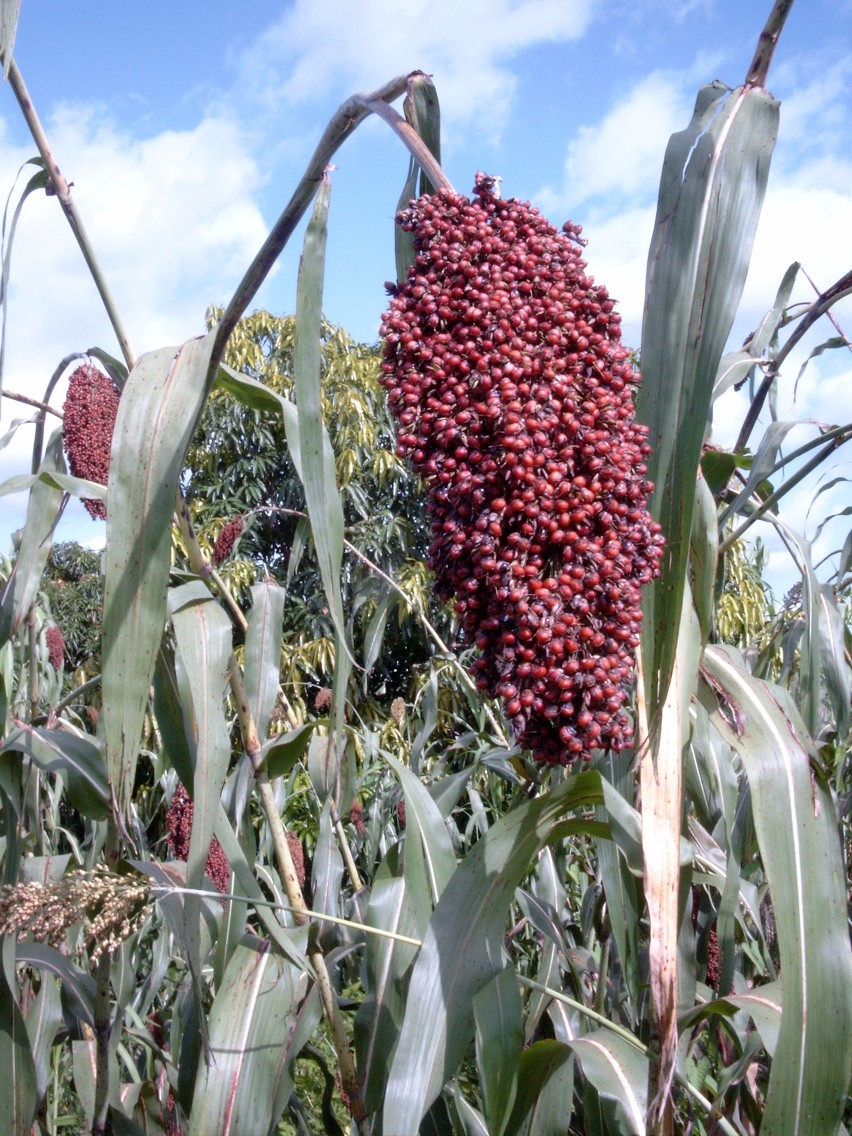
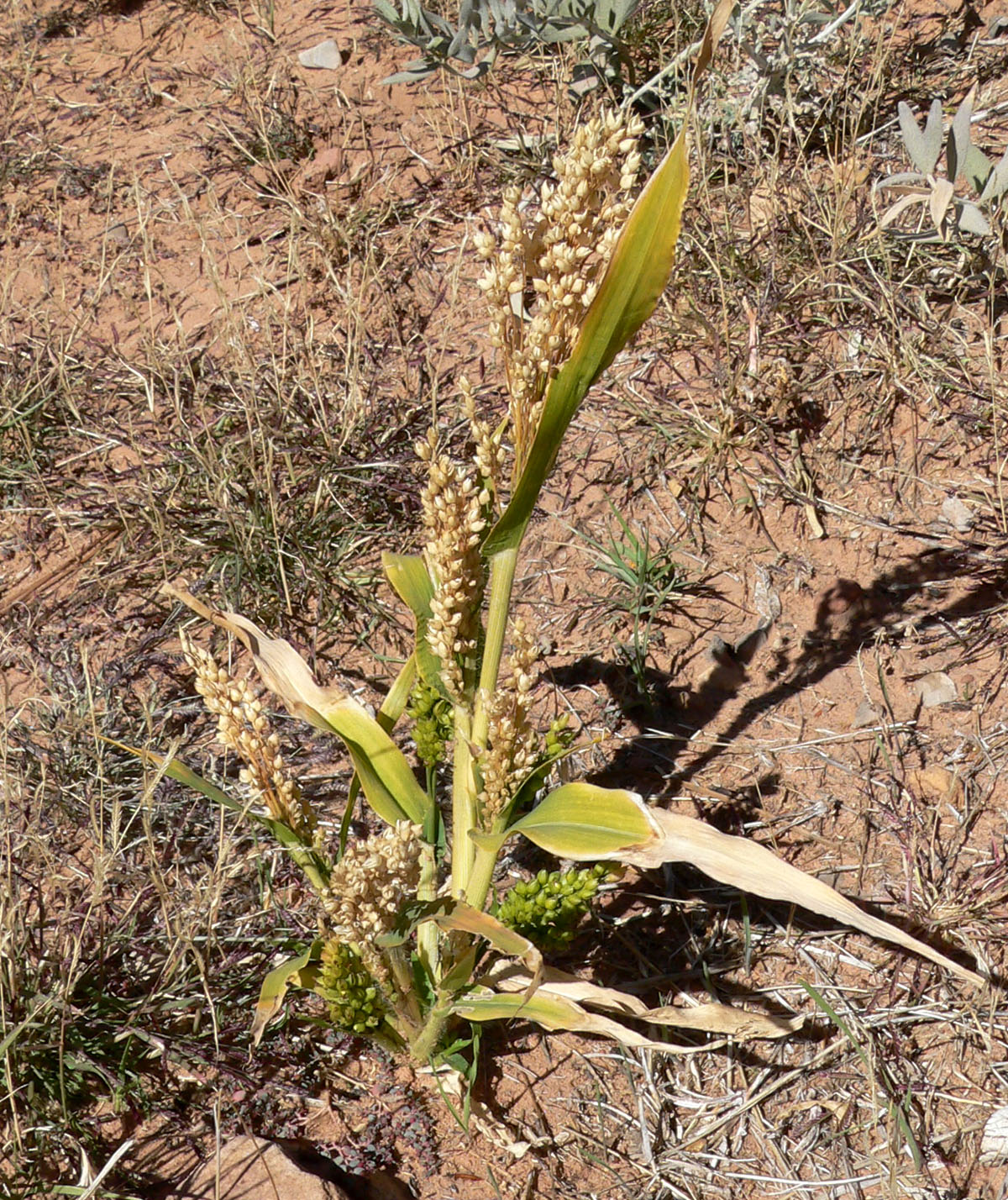
subsp. bicolor, southern NV
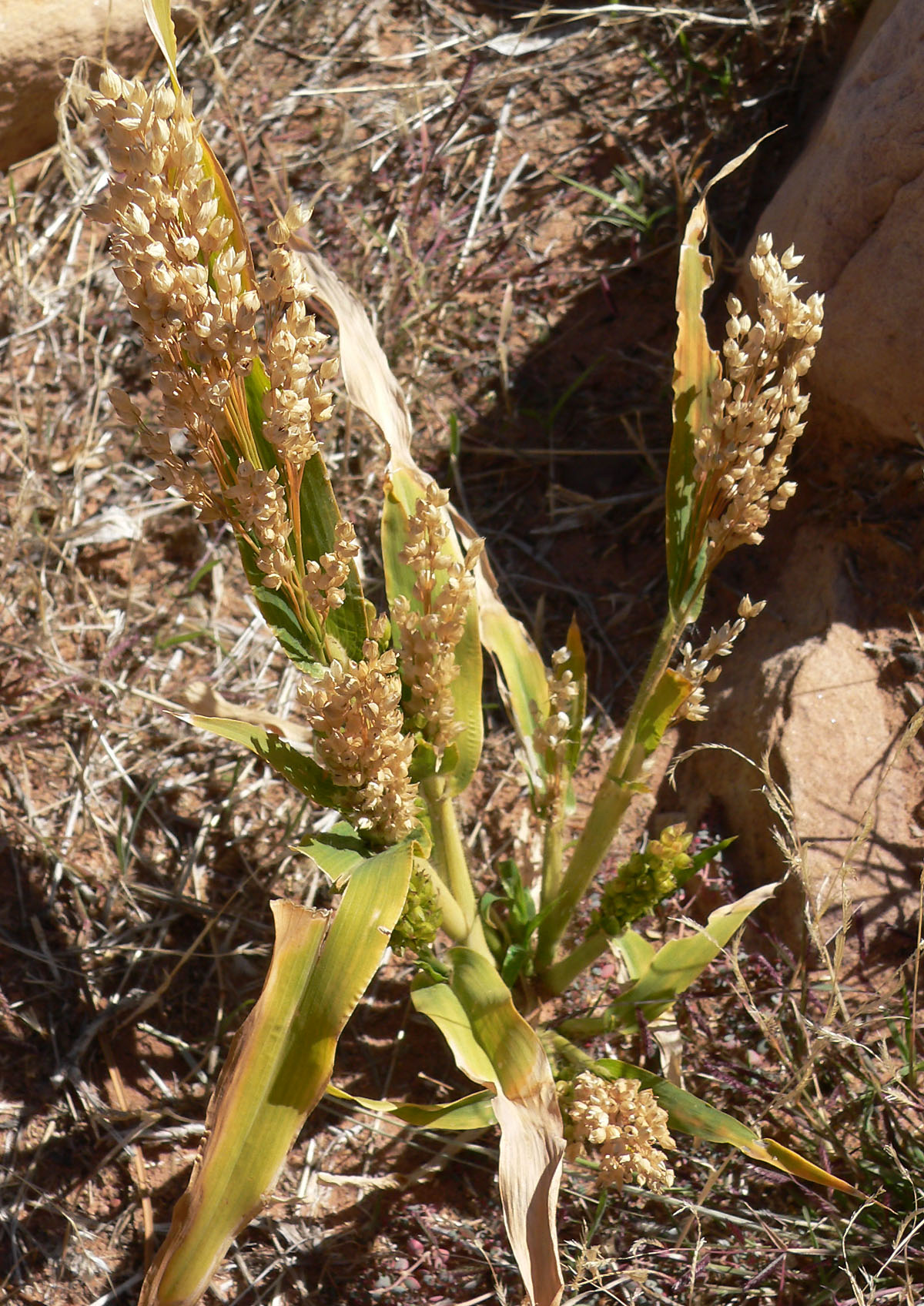
subsp. bicolor, southern NV
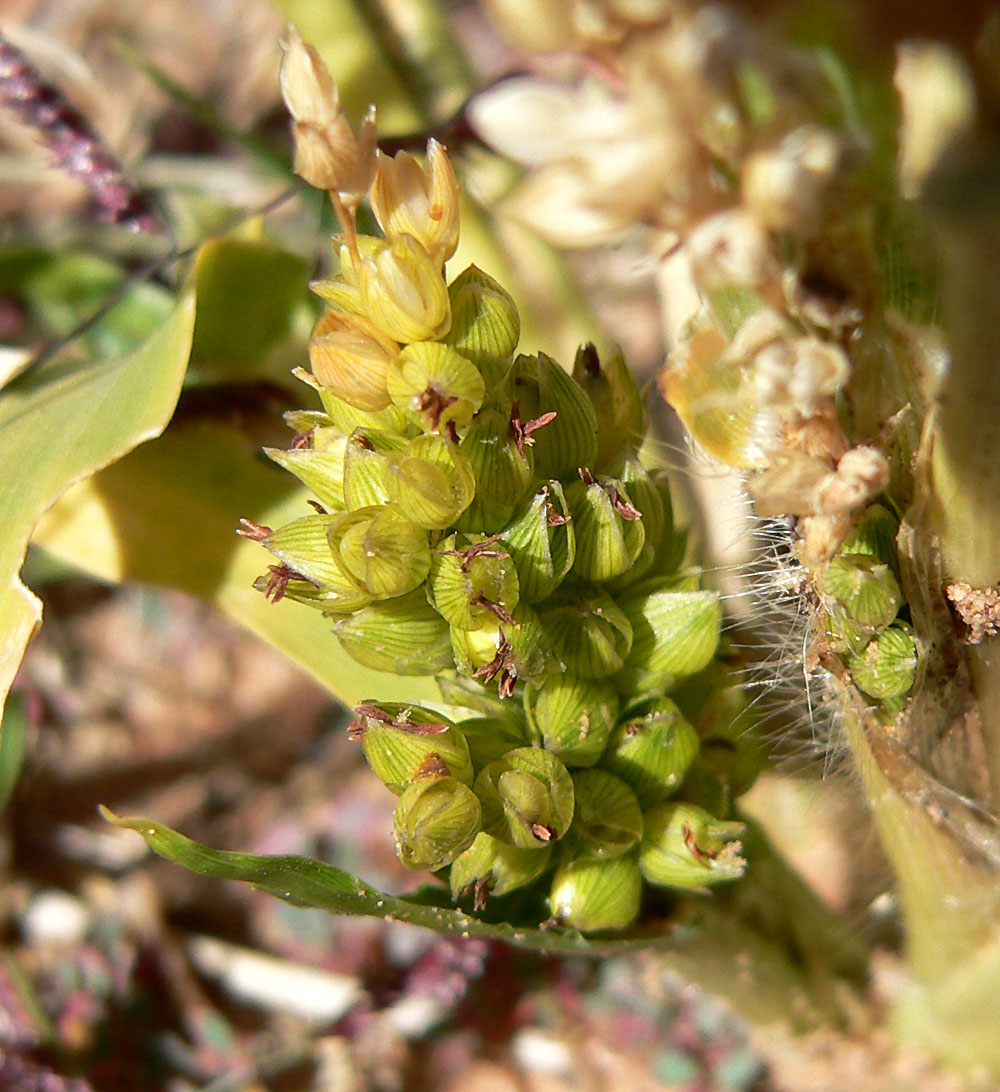
subsp. bicolor, southern NV